# Gottfrid Boon
Johan Gottfrid Boon, född 19 augusti 1886 i Slöinge socken i  Hallands län, död 24 mars 1981 i Hedvig Eleonora församling i  Stockholm, var en svensk pianopedagog. Han antog namnet Boon den 2 augusti 1909. 
Boon utbildade sig vid Kungliga Musikkonservatoriet i Stockholm med organistexamen 1906. Hans fortsatta studier skedde bland annat för Richard Andersson och Artur Schnabel. År 1920 debuterade han som pianist.
Boon var 1928–1953 lärare i piano och 1949–1954 även i pianopedagogik vid Kungliga Musikhögskolan i Stockholm. Även efter tiden vid Musikhögskolan fortsatte han som pianolärare. Flera generationer svenska pianister studerade för Boon. Bland hans elever märks Eva Engdahl, Gunnar Hallhagen, Nils Kyndel, Käbi Laretei, Hans Leygraf, Carin Malmlöf-Forssling, Stig Ribbing, Gunno Södersten, Hilda Waldeland, Inger Wikström, Laszlo Beer och Kjell Bækkelund.
Boon tilldelades professors namn 1949. Han invaldes 1938 som ledamot nr 621 av Kungliga Musikaliska Akademien. År 1960 tilldelades han Medaljen för tonkonstens främjande av samma akademi och år 1961 medaljen Illis Quorum av åttonde storleken. Boon är begravd på Slöinge kyrkogård.

## Familj
Boon föddes på Lundby skattegård i Slöinge socken år 1886. Hans föräldrar var hemmansägaren Johan Alfred Petersson och Beata Charlotta Eriksdotter (1864–1913). Han antog namnet Boon 1909 tillsammans med två av sina syskon. Boon flyttade 1915 till Hedvig Eleonora församling i Stockholm. I Stockholm gifte han sig 1933 med sjuksköterskan Anna Ester Lovisa Johansson (1894–1972).